# Mitsubishi Airtrek
Der Mitsubishi Airtrek ist ein batterieelektrisch angetriebenes Sport Utility Vehicle, das aus dem Joint Venture von Mitsubishi und der Guangzhou Automobile Industry Group hervorging. Es basiert technisch auf dem Aion V. Vor dem Rückzug vom chinesischen Markt stellte es das einzige vollelektrische Modell der Marke in China dar. Zwischen 2017 und 2019 wurde mit dem Eupheme aber schon einmal ein Elektroauto Mitsubishis in China angeboten.

## Geschichte
Im April 2021 zeigte Mitsubishi das Konzeptfahrzeug auf der Auto Shanghai. Ende 2021 wurde auf der Auto Guangzhou die Serienversion präsentiert. Im März 2022 folgte die Markteinführung in China.

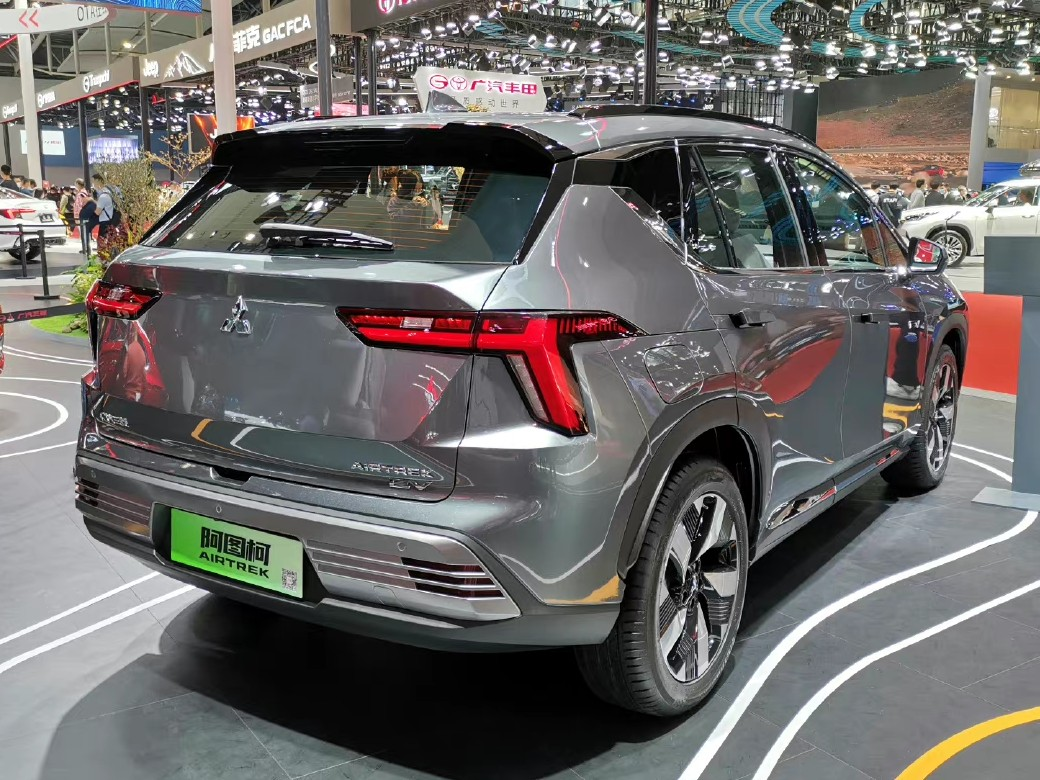
Heckansicht

## Technik
Der Airtrek übernimmt den batterieelektrischen Antrieb des Aion V. Es wurde ein 69,9 kWh großer Lithium-Ionen-Akkumulator von CATL oder ein 71,8 kWh großer Lithium-Eisenphosphat-Akkumulator angeboten. Die Reichweite nach dem chinesischen Messzyklus CLTC (China Light-Duty Vehicle Test Cycle) wird mit bis zu 520 km angegeben. Der Elektromotor leistet 165 kW (224 PS). Die Höchstgeschwindigkeit wird mit 175 km/h angegeben. Hervorgehoben wird außerdem eine fahrdynamisch besonders günstige Gewichtsverteilung von 50:50.